# بخش گلستان (سیرجان)
بخش گلستان بخشی در شهرستان سیرجان استان کرمان ایران است. جمعیت این بخش بر پایه سرشماری عمومی نفوس و مسکن سال ۱۳۹۵ برابر ۱۷٬۰۶۱ نفر (در ۵٬۰۴۵ خانوار) بوده‌است.

## دهستان‌ها
- دهستان گلستان
- دهستان ملک‌آباد
- دهستان امیرآباد